# Olivier van Ghent
Olivier van Ghent (* 1470; † 1512, auch unter den Namen Olivier de Gand oder Olivel bekannt) war ein flämischer Bildhauer. Er war vor allem in Portugal und Spanien aktiv.

## Werke (Auswahl)
- Évora: Sé Catedral de Santa Maria da Assunção: Erzengel Gabriel
- Toledo: Kathedrale: Altar der S. Eugenio-Kapelle
- Coimbra: alte Kathedrale Sé Velha: Altar

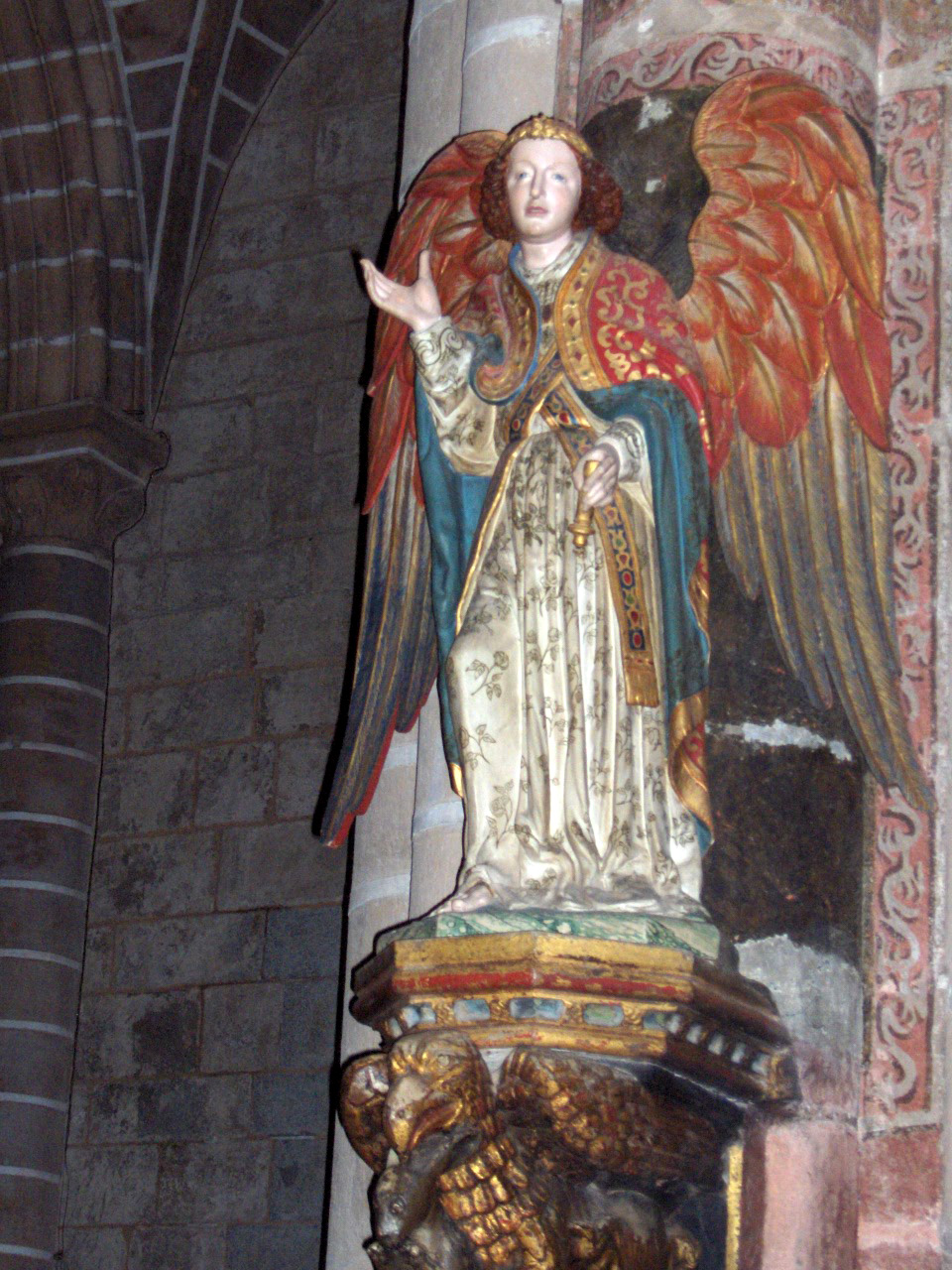
Die Statue des Erzengels Gabriel, Kathedrale von Évora

| Personendaten    | Personendaten           |
| ---------------- | ----------------------- |
| NAME             | Ghent, Olivier van      |
| ALTERNATIVNAMEN  | Olivier de Gand; Olivel |
| KURZBESCHREIBUNG | flämischer Bildhauer    |
| GEBURTSDATUM     | 1470                    |
| STERBEDATUM      | 1512                    |